# Nobody's Home
«Nobody's Home» —en español: «No hay nadie en casa»— es una canción interpretada por la cantautora de origen canadiense Avril Lavigne. Fue producida por Don Gilmore y compuesta por Lavigne junto al guitarrista Ben Moody, quién de esta manera inició su trabajo como solista después de separarse de la banda Evanescence. Fue incluida en su segundo álbum de estudio, Under My Skin, y lanzada como el tercer sencillo del mismo el 28 de diciembre de 2004. «Nobody's Home» fue compuesta como una balada rock y está influenciada por el género post-grunge. Es una de las canciones más lentas del álbum con un tempo  de 93 pulsaciones por minuto. La canción habla líricamente de una mujer atribulada por sus problemas personales, la cual no tiene adonde ir para ser consolada. La letra de la misma fue inspirada por la vida personal de una antigua amiga de Lavigne.
En diciembre del 2004, la canción fue lanzada como el tercer sencillo internacional del álbum, obteniendo un desempeño favorable en las listas musicales, sin embargo, no logró igualar el éxito  de sus sencillos anteriores. Se ubicó entre las primeras treinta posiciones de países como Alemania, Australia, Francia, Irlanda y el Reino Unido. También logró posicionarse dentro de los cincuenta primeros lugares del Billboard Hot 100, no obstante, «My Happy Ending» y «Don't Tell Me» tuvieron un mejor desempeño en dicho repertorio. Fue certificado con disco de oro por la Recording Industry Association of America. El vídeo musical se estrenó el 20 de octubre de 2004 en el programa Total Request Live de la cadena MTV y fue dirigido por Diane Martel. La trama del mismo se basa en la letra de la canción, pero de manera literal: muestra a una joven sin hogar —representada por Lavigne— que vaga por las calles, buscando un lugar donde refugiarse. «Nobody's Home» fue interpretada mundialmente durante sus giras The Bonez Tour, The Best Damn Tour y The Black Star Tour, en esta última con menor frecuencia.
Fue incluida en los álbumes en vivo Live Acoustic EP, Live At Budokan y Control Room. Apareció en el álbum Aid Still Required, publicado con propósitos humanitarios en 2010.
Uno de sus lado B, «I Always Get What I Want», fue lanzado como sencillo en iTunes el 31 de octubre de 2004. Los críticos elogiaron la madurez musical y lírica de la balada. En una encuesta hecha por AOL Radio, «Nobody's Home» fue elegida como la séptima mejor canción de Lavigne.

## Composición y lanzamiento

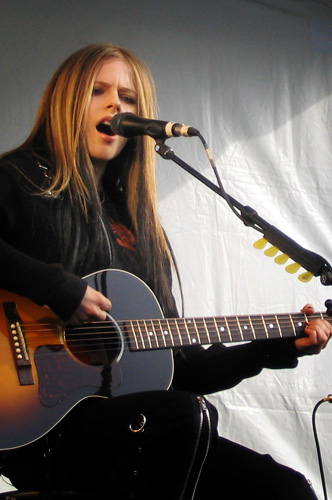
Avril durante la gira promocional de Under My Skin en Vancouver, 2004.

«Nobody's Home» fue escrita solamente por Lavigne, y Ben Moody realizó la música. La canción sigue un acorde de poder progresivo y tiene un tempo moderado de 93 pulsaciones por minuto. En general es más lenta que los demás sencillos de Under My Skin, por lo que se le considera una «balada rock». Está escrita en la tonalidad fa menor mientras que la voz de Lavigne tiene un rango de F3-D4. Sigue la progresión armónica de Em-A♭-D–C–B♭-E♭. Ha sido descrita con los géneros pop-rock y rock alternativo con sonidos e influencias del post-grunge. La versión del álbum tiene una duración de tres minutos y 32 segundos.
Se sugiere que Lavigne compuso la canción inspirada en una amiga suya que había tenido problemas personales; la lírica expresaría su frustración por no poder ayudarla. Las letras describen los problemas de una mujer, quien, según la canción, quiere ir a su casa pero no hay nadie allí. Fue compuesta por Lavigne junto al cofundador y exmiembro de Evanescence, Ben Moody. Sobre la experiencia, Moody alabó la capacidad de la cantante para componer. La producción de la canción se llevó a cabo en los estudios NRG Recording de Hollywood y estuvo a cargo del productor discográfico Don Gilmore.
Para julio de 2004, se anunció que «Nobody's Home» sería el tercer sencillo de Under My Skin y que el vídeo musical estaba siendo grabado en Los Ángeles. Para noviembre de ese año, la canción fue presentada en las estaciones de radio de varios países para posteriormente ser puesta en venta en formato CD. La carátula del sencillo muestra a Lavigne sentada en un muelle y da la impresión de una fotografía en mal estado.

## Recepción

### Crítica
La revista estadounidense Rolling Stone dio una crítica negativa a las baladas de Under My Skin, comentando que «tienen una connotación vacía, y un enfoque inexpresivo y aburrido». Según BBC Music, la colaboración de Ben Moody, —junto con las de Don Gilmore y Evan Taubenfeld—, estuvieron cerca de darle un estilo nu metal a «Nobody's Home» y al resto del álbum, sin embargo agregaron que la cantante continuaba sonando como «una adolescente petulante». No obstante, la cadena le dio una crítica positiva a su lado B, «I Always Get What I Want». Los críticos del sitio Ukmix.org le entregaron una evaluación positiva, alabaron la calidad vocal de Lavigne, la melodía y el estribillo de la canción, llamándola «la más madura y destacable de Under My Skin» En una encuesta realizada por el sitio web AOL Radio, «Nobody's Home» fue nombrada la séptima mejor canción de Lavigne.

### Comercial
Respecto a su éxito comercial, «Nobody's Home» alcanzó la vigésima cuarta posición en Australia y el Reino Unido, convirtiéndose así en el sencillo de Avril con el desempeño más bajo en ambos países para aquella fecha. En Estados Unidos tuvo un desempeño moderado: logró el lugar número 41 en la lista semanal del Billboard Hot 100 y el número 13 en la Top 40 Mainstream.
También logró posicionarse entre los veinte primeros lugares de Austria, Canadá, Bélgica e Irlanda. Fue certificado con disco de oro por la RIAA en 2005, por vender más de 500 000 ejemplares. También recibió disco de platino en Brasil por 125 000 copias vendidas, certificadas por la Associação Brasileira dos Produtores de Discos (ABPD).

## Vídeo musical

De acuerdo con el sitio oficial de MTV, el vídeo musical de «Nobody's Home» fue filmado en las calles de Los Ángeles, California.

El vídeo musical de «Nobody's Home» fue filmado los días 29 y 30 de julio de 2004 en Los Ángeles, California y fue dirigido por Diane Martel. Fue estrenado el 20 de octubre de ese mismo año en Total Request Live de MTV.
En el vídeo musical Lavigne interpreta a una adolescente sin hogar que parece vivir vagando en las calles con una amiga. La cantautora tuvo que usar una peluca negra y jeans lavados con ácido, para dar la imagen de una adolescente desahuciada. El vídeo también incluye escenas de una Avril más glamourosa, con un vestido largo y el cabello rizado, que se encuentra interpretando la canción con una orquesta a su espalda.

«Nobody's Home» muestra a los marginados, mediante la figura de una Lavigne sin hogar tratando de huir por las calles. Ella intenta llamar a su madre, pero después cuelga el teléfono; también se le ve tocando guitarra en la calle, con intenciones de ganar algo de dinero. Casi al final del vídeo, la joven sin hogar se encuentra en un estacionamiento, queriendo encontrar un automóvil con las puertas sin seguro, mientras llueve fuertemente. 

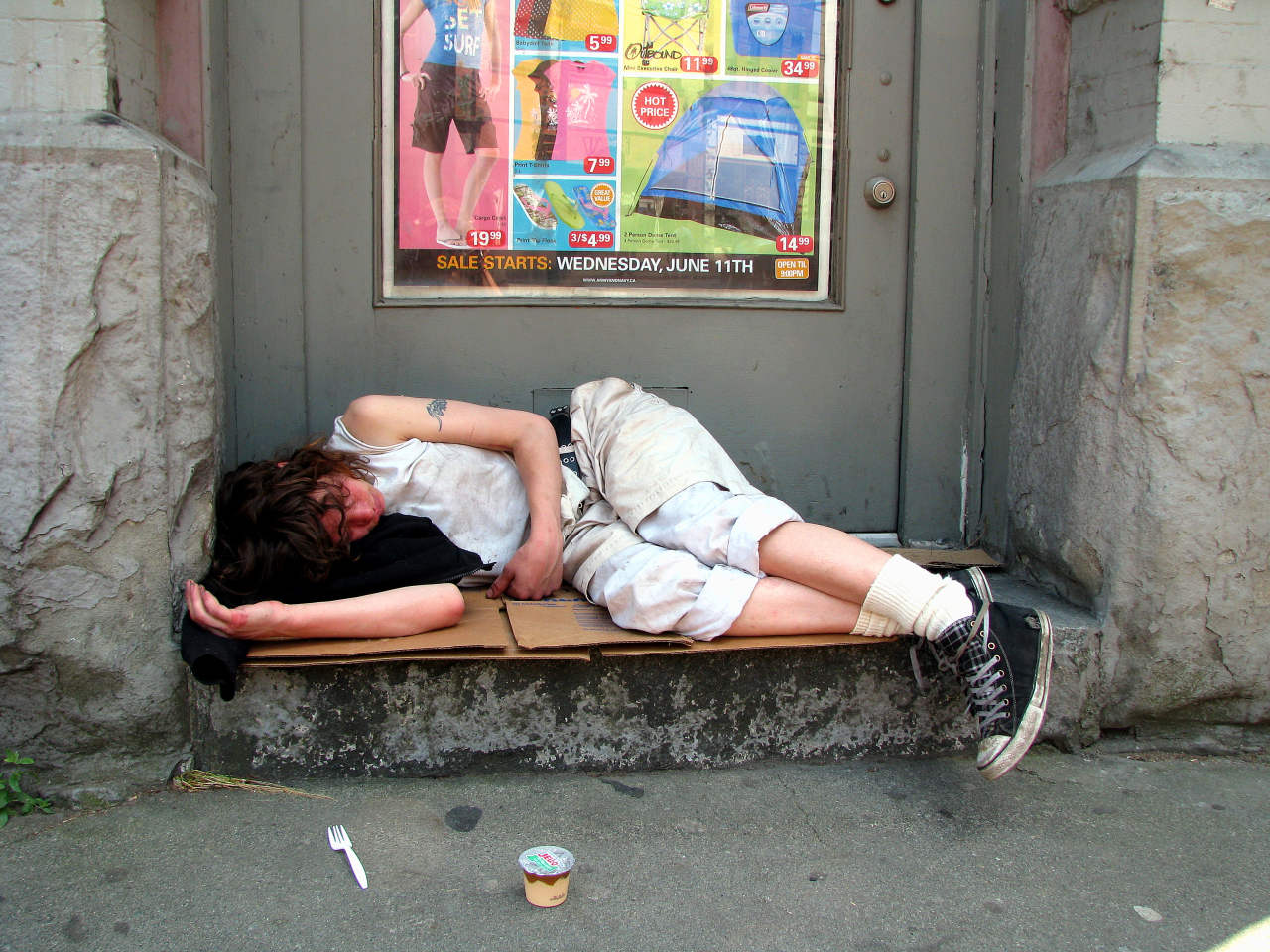
El tema principal del vídeo musical de «Nobody's Home» son las personas sin hogar.

 Al final, aparece el personaje de la chica con cabello desordenado con una lágrima cayendo por su mejilla. Una versión alternativa del vídeo musical con escenas inéditas fue publicada en 2010.

### Mensajes en el vídeo
Cuando inicia el vídeo, se pueden ver pasar rápidamente unas imágenes con las iniciales «A+D», que significan «Avril y Deryck», para ese entonces, Deryck era el novio de la cantante y actualmente es su exmarido. Se puede apreciar el mismo mensaje escrito en la pared de un baño, mientras el personaje de la joven se encuentra utilizando un secador de manos. La chica que interpreta a la amiga de Lavigne en el vídeo es realmente su amiga, y también aparece en el vídeo de «My Happy Ending».

## Promoción
Para su promoción en 2005, «Nobody's Home» fue interpretada en vivo en los talk shows estadounidenses The View y Live with Regis and Kelly, otras destacadas presentaciones se realizaron en la gala de Fashion Rocks, en el sitio web de presentaciones musicales AOL Sessions, en el programa de televisión MADtv, en el programa anual de FOX Jingle Bell Rock y en The Roxy Theatre. Fue ampliamente promovida en su gira mundial The Bonez Tour. También fue incluida en el listado de canciones de sus giras mundiales The Best Damn Tour y The Black Star Tour, en 2008 y 2011, respectivamente. En las presentaciones mencionadas, la versión más usada fue la versión acústica. Está incluida en tres de sus álbumes en directo y en el álbum de remezclas Essential Mixes, el cual fue lanzado en septiembre de 2010.

## Versiones
- Descarga digital

| Lista de canciones |                                     |                          |          |  |
| N.º                | Título                              | Escritor(es)             | Duración |  |
| 1.                 | «Nobody's Home»                     | Avril Lavigne, Ben Moody | 3:32     |  |
| 2.                 | «Knockin' on Heaven's Door» (Cover) | Bob Dylan                | 2:51     |  |
| 3.                 | «I Always Get What I Want»          | Lavigne, Clif Magness    | 2:31     |  |

- Sencillo en CD

| Sencillo en CD — Alemania, Australia y el Reino Unido |                                     |          |  |
| N.º                                                   | Título                              | Duración |  |
| 1.                                                    | «Nobody's Home»                     | 3:32     |  |
| 2.                                                    | «Nobody's Home» (versión acústica)  | 3:42     |  |
| 3.                                                    | «Knockin' on Heaven's Door»         | 2:51     |  |
| 4.                                                    | «I Always Get What I Want» (lado B) | 2:31     |  |
| 5.                                                    | «Nobody's Home» (vídeo)             | 3:33     |  |

| Sencillo en CD — Japón |                                              |          |  |
| N.º                    | Título                                       | Duración |  |
| 1.                     | «Nobody's Home»                              | 3:32     |  |
| 2.                     | «My Happy Ending» (versión acústica en vivo) | 3:56     |  |
| 3.                     | «Take Me Away» (versión acústica en vivo)    | 2:55     |  |
| 4.                     | «Nobody's Home» (vídeo)                      | 3:33     |  |

| CD de promoción — Estados Unidos |                                            |          |  |
| N.º                              | Título                                     | Duración |  |
| 1.                               | «Nobody's Home» (versión del álbum)        | 3:31     |  |
| 2.                               | «Nobody's Home» (versión acústica en vivo) | 3:30     |  |

## Listas musicales

### Semanales
| Alemania          | Media Control Charts         | 29  | [ 9 ]         |
| Australia         | ARIA Singles Chart           | 24  | [ 32 ]        |
| Austria           | Ö3 Austria Top 40            | 18  | [ 10 ]        |
| Bélgica (Flandes) | Ultratip 50 Singles          | 1   | [ 11 ]        |
| Bélgica (Valonia) | Ultratip 40 Singles          | 7   | [ 50 ]        |
| Canadá            | Canadian BDS Airplay Chart   | 4   | [ 13 ] [ 51 ] |
| Estados Unidos    | Billboard Hot 100            | 41  | [ 13 ]        |
| Estados Unidos    | Mainstream Top 40            | 13  | [ 13 ]        |
| Estados Unidos    | Billboard Pop 100            | 19  | [ 13 ]        |
| Estados Unidos    | Pop 100 Airplay              | 14  | [ 13 ]        |
| Estados Unidos    | Billboard Adult Contemporary | 38  | [ 13 ]        |
| Estados Unidos    | Adult Pop Songs              | 16  | [ 52 ]        |
| Francia           | SNEP Digital Singles         | 24  | [ 53 ]        |
| Países Bajos      | Holland Singles Grafiek      | 66  | [ 54 ]        |
| Hungría           | Rádiós Top 40                | 30  | [ 55 ]        |
| Irlanda           | Irish Singles Chart          | 19  | [ 12 ]        |
| Japón             | Oricon Charts                | 128 | [ 56 ]        |
| Reino Unido       | UK Singles Chart             | 24  | [ 33 ]        |
| Rusia             | Russian Top Hit              | 100 | [ 57 ]        |
| Suiza             | Switzerland Top 100 Chart    | 35  | [ 58 ]        |
| Taiwán            | Taiwan Top 10                | 7   | [ 59 ]        |
| Turquía           | 40 Haramiler                 | 2   | [ 60 ]        |
| Europa            | European Hot 100 Singles     | 76  | [ 61 ]        |

### Certificaciones
| País           | Certificación | Ventas certificadas | Ref.   |
| -------------- | ------------- | ------------------- | ------ |
| Brasil         | Platino       | 125 000             | [ 34 ] |
| Estados Unidos | Oro           | 500 000             | [ 14 ] |

## Premios y nominaciones
| Año  | Ceremonia   | Premio                                                                                           | Resultado |
| ---- | ----------- | ------------------------------------------------------------------------------------------------ | --------- |
| 2005 | Juno Awards | Compositora del año por «Nobody's Home», «My Happy Ending» y «Don't Tell Me» (junto a Ben Moody) | Nominado  |

## Aparición en otros álbumes
| Año  | Álbum                        | Artista         | Discográfica             |
| ---- | ---------------------------- | --------------- | ------------------------ |
| 2004 | Radioactive: Mainstream Rock | Varios artistas | X-Mix                    |
| 2004 | Live Acoustic EP             | Avril Lavigne   | Arista Records           |
| 2005 | Live At Budokan              | Avril Lavigne   | BMG Japan                |
| 2005 | Red Hot Hits                 | Varios artistas | BMG International        |
| 2005 | Totally Hits 2005            | Varios artistas | Warner Music             |
| 2007 | Summer Wine                  | Varios artistas | Warner Music             |
| 2008 | Control Room                 | Avril Lavigne   | RCA Records              |
| 2010 | Essential Mixes              | Avril Lavigne   | Sony Music Entertainment |
| 2010 | Aid Still Required           | Varios artistas | ASR Records              |

## Historial de lanzamientos
| País           | Fecha                   | Disquera       | Formato        | Ref.         |
| -------------- | ----------------------- | -------------- | -------------- | ------------ |
| Japón          | 4 de noviembre de 2004  | BMG Japan      | Sencillo en CD | [ 65 ]       |
| Reino Unido    | 15 de noviembre de 2004 | Arista Records | Sencillo en CD | [ 28 ]       |
| Alemania       | 29 de noviembre de 2004 | Arista Records | Sencillo en CD | [ 66 ]       |
| Estados Unidos | 28 de diciembre de 2004 | Arista Records | Sencillo en CD | [ 1 ] [ 67 ] |

## Créditos y personal
- Composición: Avril Lavigne
- Producción: Don Gilmore
- Guitarra: Ben Moody
- Batería: Brooks Wackerman
- Programación: Jon O'Brien
- Mezclas: Tom Lord-Alge

Fuente: Discogs.